# Linea Kikuchi
La linea Kikuchi (菊池線?, Kikuchi-sen) è una linea ferroviaria giapponese di proprietà della Kumamoto Denki Tetsudō, che collega la stazione di Kami-Kumamoto a Nishi-ku, Kumamoto con la stazione Miyoshi a Kōshi, prefettura di Kumamoto.
In precedenza, la linea si estendeva fino alla stazione di Kikuchi nella città di Kikuchi, una località turistica con onsen, ma la sezione tra Miyoshi e Kikuchi fu abolita nel 1986.

## Storia
La linea fu aperta nel 1913 e si estendeva dalla stazione di Kami-Kumamoto fino a Kikuchi. Nel 1950 la sezione tra Kami-Kumamoto e Fujisakigū-mae divenne la Linea Fujisaki, mentre la sezione tra Kami-Kumamoto e Kikuchi divenne la Linea Kikuchi. La sezione tra la stazione di Miyoshi e Kikuchi fu però abolita nel 1986 per il calo dei passeggeri.

## Caratteristiche
- Lunghezza: 10,8 km
- Scartamento: 1.067 mm
- Alimentazione: 600 V CC tramite catenaria
- Numero di binari: Binario unico

## Modulo operazione
Tutti i treni sulla linea proseguono oltre la stazione di Kita-Kumamoto fino alla stazione di Fujisakigū-mae sulla linea Fujisaki.
Sulla linea circolano due tipi di servizi passeggeri. Il primo va dalla stazione di Kami-Kumamoto alla stazione di Kita-Kumamoto, mentre il secondo va dalla stazione di Fujisakigū-mae sulla linea Fujisaki alla stazione di Miyoshi , passando per Kita-Kumamoto. Entrambi i tipi di servizi fermano in ogni stazione. Gli autobus gestiti dalla Kumamoto Denki Tetsudō collegano Miyoshi con Kikuchi lungo il binario abolito.

## Percorso
| N°   | Nome                    | Nome               | Distanza (km) | Collegamenti                                                                | Posizione | Posizione |
| ---- | ----------------------- | ------------------ | ------------- | --------------------------------------------------------------------------- | --------- | --------- |
| KD01 | Kami-Kumamoto           | 上熊本             | 0,0           | JR Kyushu: Linea principale Kagoshima Tram di Kumamoto: Linea Kami-Kumamoto | Kumamoto  | Nishi-ku  |
| KD02 | Kankanzaka              | 韓々坂             | 0,7           |                                                                             | Kumamoto  | Nishi-ku  |
| KD03 | Ikeda                   | 池田               | 1,4           |                                                                             | Kumamoto  | Nishi-ku  |
| KD04 | Uchigoshi               | 打越               | 2,1           |                                                                             | Kumamoto  | Kita-ku   |
| KD05 | Tsuboigawa-kōen         | 坪井川公園         | 2,6           |                                                                             | Kumamoto  | Chūō-ku   |
| KD08 | Kita-Kumamoto           | 北熊本             | 3,4           | Kumaden: Linea Fujisaki                                                     | Kumamoto  | Kita-ku   |
| KD10 | Kamei                   | 亀井               | 4,6           |                                                                             | Kumamoto  | Kita-ku   |
| KD11 | Hakenomiya              | 八景水谷           | 5,0           |                                                                             | Kumamoto  | Kita-ku   |
| KD12 | Horikawa                | 堀川               | 5,9           |                                                                             | Kumamoto  | Kita-ku   |
| KD13 | Shin-Suya               | 新須屋             | 6,9           |                                                                             | Kōshi     | Kōshi     |
| KD14 | Suya                    | 須屋               | 7,4           |                                                                             | Kōshi     | Kōshi     |
| KD15 | Mitsuishi               | 三ツ石             | 8,2           |                                                                             | Kōshi     | Kōshi     |
| KD16 | Kuroishi                | 黒石               | 9,0           |                                                                             | Kōshi     | Kōshi     |
| KD17 | Kumamotokōsen-mae       | 熊本高専前         | 9,9           |                                                                             | Kōshi     | Kōshi     |
| KD18 | Saishun Iryō Center Mae | 再春医療センター前 | 10,3          |                                                                             | Kōshi     | Kōshi     |
| KD19 | Miyoshi                 | 御代志             | 10,8          |                                                                             | Kōshi     | Kōshi     |